# 北鎮市
北鎮市（ほくちん-し）は中華人民共和国遼寧省錦州市に位置する県級市。

## 地理
北鎮市は錦州市東部、医巫閭山の東麓の東経121°33′から122°12′、北緯41°19′から41°48′にかけて位置する。南北53.9km、東西約53.1km。

## 民族
満族、漢族、回族など9民族が在住し、満族は32.7万人で全市総人口の62.4%を占める。

## 歴史
遼代に設置された山東県を前身とする。1189年（大定29年）に金朝により広寧県と改称された。元代になると廃止されたが、明朝が成立すると広寧衛が設置され、1664年（康熙3年）、清朝により広寧県(ambula niktongga hiyan)と改編された。中華民国が成立すると1914年（民国3年）に広東省 (中華民国)に同名の広寧県が存在したことより北鎮県と改称された。
1989年に北鎮満族自治県、1995年に北寧市とされた。2004年1月7日に市名改称が提案され、2006年3月17日に北鎮市と改称された。

## 行政区画
5街道弁事処、11鎮、3郷を管轄する。
- 街道弁事所：北鎮街道、富屯街道、広寧街道、溝幇子街道、沙子河街道
- 鎮：大市鎮、羅羅堡鎮、常興店鎮、正安鎮、閭陽鎮、中安鎮、廖屯鎮、趙屯鎮、青堆子鎮、高山子鎮、呉家鎮
- 郷：鮑家郷、大屯郷、柳家郷

高山子鎮趙家村は、張学良の生母で張作霖夫人趙春桂の実家があり、旧称は趙家廟村である。

## 交通

### 鉄道
- 溝幫子駅：瀋山線、溝海線の接続駅

### 道路
- 高速道路
  -  奈営高速道路（中国語版）
- 国道
  -  G102国道
  -  G230国道
  -  G305国道（中国語版）